# STS-53
STS-53はスペースシャトルディスカバリーがアメリカ国防総省の支援で行ったミッション。この回のディスカバリーは1992年12月2日にケネディー宇宙センターから打ち上げられた。

## クルー
| 地位                       | 飛行士                                 | 飛行士                                 |
| -------------------------- | -------------------------------------- | -------------------------------------- |
| 司令                       | デヴィッド・ウォーカー 3回目の宇宙飛行 | デヴィッド・ウォーカー 3回目の宇宙飛行 |
| パイロット                 | ロバート・カバナ 2回目の宇宙飛行       | ロバート・カバナ 2回目の宇宙飛行       |
| ミッションスペシャリスト 1 | ギオン・ブルーフォード 4回目の宇宙飛行 | ギオン・ブルーフォード 4回目の宇宙飛行 |
| ミッションスペシャリスト 2 | ジェームズ・ヴォス 2回目の宇宙飛行     | ジェームズ・ヴォス 2回目の宇宙飛行     |
| ミッションスペシャリスト 3 | マイケル・クリフォード 1回目の宇宙飛行 | マイケル・クリフォード 1回目の宇宙飛行 |

## ミッションパラメータ
- 重量:
  - 打ち上げ重量(ペイロード含む) 87565kg
  - ペイロード重量 11860kg
- 近点: 365km
- 遠点: 376km
- 軌道傾斜角: 57.0°
- 公転周期: 92.0 min

## ハイライト
ディスカバリーは第一ペイロードに米国国防総省の貨物を、第二ペイロードに2基のペイロード、そのほか9個のミッドデッキ研究物が積まれていた。
第一ペイロードはUSA-89、国際衛星識別符号1992-086B、"DoD-1"が積まれており、国防総省がシャトルに積んだ最後の主要貨物となった。
この衛星はSTS-28出打ち上げられたUSA-40以来、衛星データシステム2軍事通信衛星の3基目の打ち上げであった。
第二ペイロードは貨物室に取り付けられており軌道上デブリレーダー測定球(ODERACS)とシャトルグロー実験/極低温ヒートパイプ実験(GCP)を含むゲット・アウェイ・スペシャル(GAS)だった。
ミッドデッキ研究には宇宙でのマイクロカプセル(MIS-l)、宇宙での組織損失(STL)、視覚機能テスター(VFT-2)、宇宙放射線の影響と活性化モニター(CREAM)、放射線モニタリング装置(RME-III)、流体の獲得と補給の実験(FARE)、手持ち地球指向リアルタイム協力下利便型位置調整・環境システム(デジタルカメラ利用実験、HERCULES)、戦場レーザー収集センサーテスト(BLAST)、防衛システムの最適利用のための雲の特性調査(CLOUDS)などであった。

## ミッションの記章
5つの星と3つのストライプがミッションナンバーを表している。